# Storia dei videogiochi
La storia dei videogiochi comprende un lasso di tempo di oltre mezzo secolo dove sviluppo e innovazione portarono i videogiochi a diventare un importante settore dell'industria dell'intrattenimento. 

## Gli anni quaranta e cinquanta
Il 1947 è l'anno in cui è stato progettato il primo gioco destinato a essere giocato su un tubo catodico (CRT), ideato da Thomas T. Goldsmith Jr. e Estle Ray Mann. La richiesta all'ufficio brevetti statunitense venne depositata in data 25 gennaio 1947 e ufficializzata il 14 dicembre 1948 con il nome di Cathode-ray tube amusement device e il numero 2 455 992. Nonostante la data di registrazione riporti l'anno 1947, è del tutto probabile che il gioco sia stato ideato durante il 1946.
Il sistema utilizzava otto valvole termoelettroniche (quattro Tiratron 6Q5 e quattro tetrodi 6V6) e rappresentava, ispirandosi agli schermi radar usati durante la seconda guerra mondiale, il lancio di un missile verso un bersaglio. All'epoca non esisteva ancora il concetto di componentistica del computer (hardware) e applicazioni (software), tanto che a quel tempo la grafica non poteva essere disegnata elettronicamente sullo schermo, così i progettisti decisero di applicare delle etichette stampate su pellicola trasparente nei punti in cui si trovavano i bersagli da colpire; un espediente simile che sarebbe stato utilizzato anche con il Magnavox Odyssey per simulare i colori negli schermi in bianco e nero. In un periodo limitato di tempo il giocatore, ruotando delle manopole che permettevano di regolare la traiettoria e la velocità di un punto, avrebbe dovuto spostare quest'ultimo su un aereo e premere un pulsante: nel caso le coordinate corrispondessero a quelle predeterminate, il tubo avrebbe simulato una esplosione.
A causa degli elevati costi di produzione il sistema non venne mai messo in commercio e non andò mai oltre la fase di prototipo.
Nel 1950 fu realizzato Bertie the Brain, computer programmato per giocare a Tris, ma non usava un vero video, bensì lampadine.

### 1951: Nimrod

Schema del Nimrod

In occasione dell'edizione del 1951 del Festival of Britain la Ferranti realizzò un computer denominato Nimrod, appositamente costruito per essere in grado di giocare al gioco del nim; in seguito venne esibito anche a Berlino. Il sistema, ideato da John Bennet e Raymond Stuart-Williams, venne presentato il 5 maggio 1951 e smantellato una volta terminato l'evento fieristico. Nel medesimo anno, sempre su una macchina Ferranti (il Ferranti Mark 1), Dietrich Prinz implementò il "problema di matto in due mosse" ispirandosi a un algoritmo di Alan Turing, considerabile come primo esempio di videogioco di scacchi.

### 1952:OXO,il primo videogioco
Nel 1952 all'Università di Cambridge A.S. Douglas sviluppò OXO, una versione grafica del gioco del tris, per dimostrare una sua tesi sull'interazione uomo-macchina. OXO è stato giocato su un computer EDSAC, che utilizzava un tubo catodico come schermo. Essendo il primo gioco interamente elettronico che utilizza uno schermo come interfaccia con il giocatore, viene considerato il primo videogioco in assoluto. È ancora possibile giocare a OXO tramite un emulatore per sistema EDSAC.
Alcuni lo considerano preceduto da Bertie the Brain, ma quest'ultimo non utilizzava un vero schermo, bensì lampadine.

### 1958:Tennis for Two
Nel 1958 William Higinbotham creò un gioco chiamato Tennis for Two per intrattenere i visitatori del Brookhaven National Laboratory di New York (un laboratorio di ricerca nucleare). Diversamente da Pong del 1972 e dai suoi vari cloni, Tennis for Two, visualizzato su un oscilloscopio, mostrava un campo da tennis visto lateralmente. Il gioco poteva essere giocato da due persone tramite due plance formate da una manopola per regolare la traiettoria e un pulsante per lanciare la palla. Per avere successo Il lancio doveva scavalcare la rete e la traiettoria della palla era influenzata da un algoritmo che simulava la forza di gravità. Tennis for Two rimase in mostra al Brookhaven National Laboratory per circa due anni fino al 1959, anno in cui venne rimosso.

## Gli anni sessanta
Molti dei primi videogiochi giravano sui sistemi centrali (mainframe) delle università degli Stati Uniti ed erano sviluppati da studenti che li programmavano durante il tempo libero. Tuttavia, la scarsa disponibilità dei primi computer ha significato per questi giochi l'inesorabile caduta nel dimenticatoio.

### 1962: il primo videogioco largamente distribuito

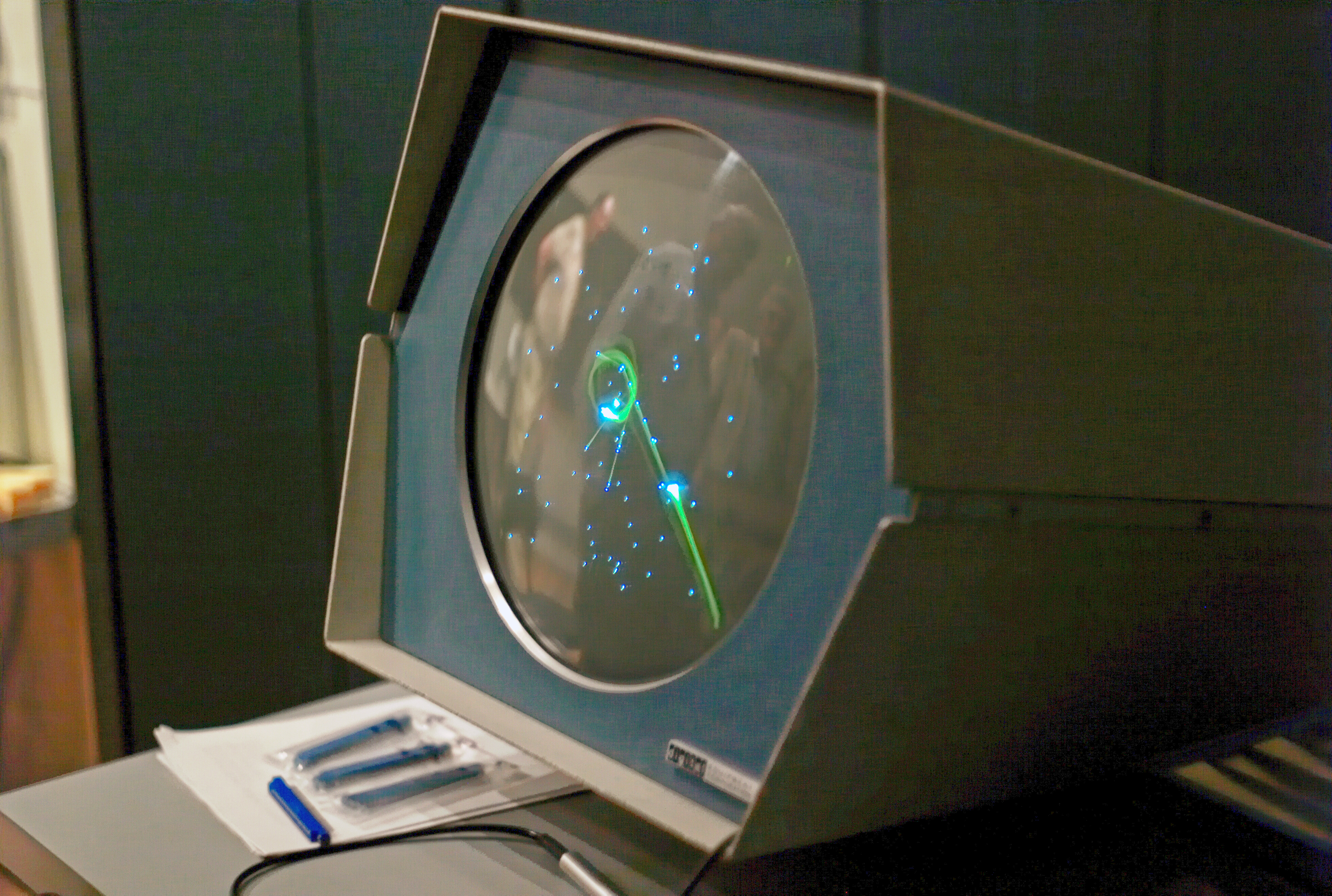
Immagine di Spacewar! su un PDP-1

Nel 1962 un gruppo di studenti del Massachusetts Institute of Technology (MIT), fra cui Steve Russell, programmò un gioco chiamato Spacewar! sul nuovo computer DEC PDP-1 da 120.000$. Il gioco mostrava due astronavi capaci di lanciare missili e consisteva nell'abbattere l'astronave dell'altro giocatore, stando però attenti a un corpo celeste piazzato al centro dello schermo che fungeva inoltre da centro gravitazionale, oltre ad altri elementi di disturbo. Il gioco fu presto incluso in tutti i nuovi computer DEC, divenendo così il primo videogioco largamente diffuso della storia. Altri precoci giochi per tale piattaforma furono il manageriale Hamurabi e il simulatore Lunar Landing Game, basato sull'atterraggio dell'Apollo 11.

### 1966: il prototipo della prima console
Nel 1966 Ralph Baer creò un semplice videogioco chiamato Chase che poteva usare come terminale video una normale televisione. Nel 1967 Baer, insieme a Bill Harrison, creò un videogioco a due giocatori intitolato Bucket Filling Game. Baer e Harrison continuarono a lavorare sul progetto e nel 1968 creò un prototipo di quello che oggi definiremmo una console, il cosiddetto Brown Box: il sistema, poi evolutosi in Magnavox Odyssey, permetteva di giocare vari giochi, inclusa una semplice simulazione di tennis e di tiro al bersaglio. Una delle prime periferiche aggiuntive fu una pistola ottica, ideata da Baer, Harrison e Bill Rusch, che permetteva l'utilizzo di alcuni titoli sviluppati per essa.

### 1966: il primo videogioco di simulazione

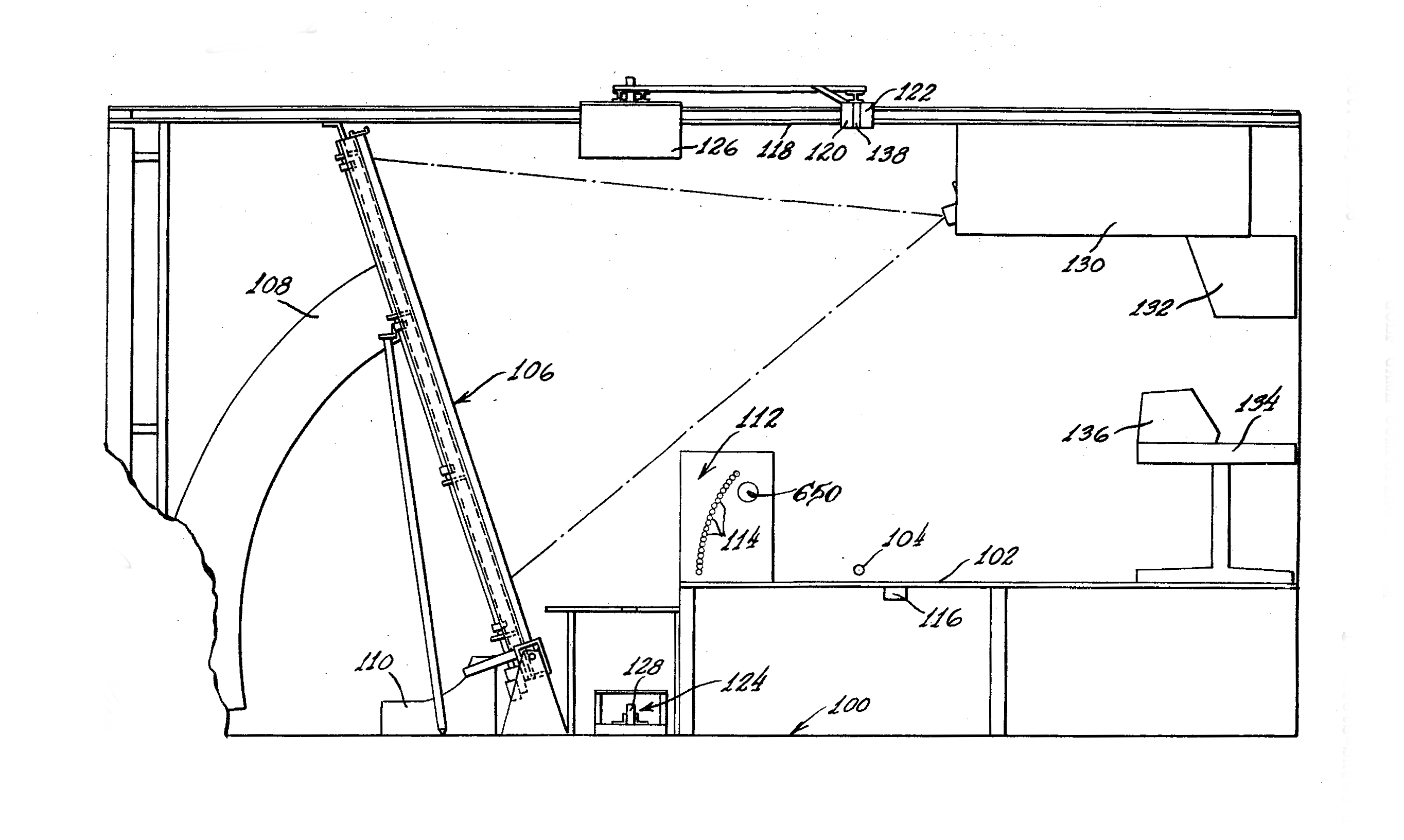
Descrizione ambiente per il Golf Game Computing System

Sempre nel 1966 J.A Russel e altri depositarono all'ufficio brevetti il Golf Game Computing System. Potrebbe trattarsi del primo esempio di videogioco di simulazione, sebbene non sia noto se sia mai stato effettivamente costruito. Era un sistema molto sofisticato e realistico, basato su un computer analogico, che utilizza un intero locale per simulare il gioco del golf; il giocatore colpisce una pallina reale e il sistema simula la continuazione della sua traiettoria proiettandola su uno schermo. Il brevetto venne poi rilasciato nel 1970.

### 1969: La nascita di UNIX
Ken Thompson, uno degli inventori di UNIX assieme a Dennis Ritchie, ha dichiarato che uno dei motivi che lo spinsero alla realizzazione del sistema operativo, oltre che per il lavoro precedentemente svolto per AT&T, fu proprio un videogioco intitolato Space Travel, datato 1969. Inizialmente scritto utilizzando Multics, Thompson portò il sorgente in linguaggio Fortran per il sistema operativo GECOS, ma questa versione non lo soddisfaceva a causa della scarsa fruibilità dei controlli e per il costo dell'utilizzo del sistema centrale. Così convertì il gioco per farlo girare su un PDP-7, parte del codice fu scritto in assembly e servì da base per la programmazione di UNIX.

## Gli anni settanta

### 1971: il primo videogioco arcade
Nel settembre 1971 all'Università di Stanford fu messo in funzione Galaxy Game, un videogioco basato su Spacewar!. Esemplare unico, era basato su un PDP-11/20 della Digital Equipment Corporation (DEC) e funzionava previo inserimento di una monetina.
Due mesi più tardi Nolan Bushnell e Ted Dabney ultimarono la loro versione di Spacewar!, chiamata Computer Space e costruito dalla Nutting Associates. Considerato il primo videogioco arcade non meccanico prodotto su larga scala, ne furono prodotti circa 1.500 esemplari; il gioco non fu però un grande successo a causa dell’elevata difficoltà.

### La prima generazione di console
Il prototipo realizzato nel 1969 da Ralph Baer fu venduto alla Magnavox che introdusse sul mercato nel maggio del 1972 la prima console del mondo: la Magnavox Odyssey.

### 1972: la nascita della Atari
Bushnell, dopo l'esperimento non particolarmente riuscito di Computer Space, decise comunque di insistere con i videogiochi, ma producendoli in proprio: nacque così la Atari. Il primo videogioco arcade della Atari fu il primo grande successo dell'industria: PONG, pubblicato il 29 novembre dello stesso anno. Il gioco riproduceva grossomodo le meccaniche del ping pong: la pallina veniva servita dal centro del campo del primo giocatore verso il campo del secondo giocatore che doveva muovere la racchetta per controbattere la mossa dell'avversario. Atari vendette 19.000 cabinati di Pong e presto molti imitatori seguirono l'esempio. L'età dell'oro dei videogiochi arcade era iniziata.

### 1976: la prima controversia pubblica sui videogiochi
Il mondo dei videogiochi colpì l'opinione pubblica e iniziò a far parlare di sé nel 1976 con il gioco Death Race della Exidy, gioco che accese il primo infiammato dibattito sulla violenza gratuita nei videogiochi, per via del fatto che lo scopo del gioco era quello di investire con l'auto dei gremlins del tutto somiglianti a dei pedoni. Questo episodio instillò nell'opinione pubblica la diffidenza per i videogiochi, diffidenza che non ha mai cessato di esistere e che tuttora accende numerosi dibattiti. Da notare in questo caso la stretta quanto divertente analogia con Carmageddon e sulla modalità con la quale alcuni Paesi hanno introdotto questo gioco.

### La seconda generazione di console
Nel 1977 Atari presentò l'Atari 2600, la prima a popolarizzare il sistema di videogiochi su cartuccia già visto sulla Fairchild Channel F, presentata l'anno prima, ma rivelatosi meno popolare.

### 1978: l'età dell'oro
L'industria videoludica entrò nella sua età dell'oro nel 1978 con la pubblicazione da parte di Taito di Space Invaders, il quale ebbe un tale strepitoso successo che ispirò dozzine di produttori a entrare nel mercato e iniziare a produrre videogiochi. L'età dell'oro fu segnata prevalentemente dalla nascita delle sale giochi e dai nuovi videogiochi arcade a colori e proseguì fino alla metà degli anni ottanta.
Nel 1979 Atari pubblicò Asteroids, che diventò presto il suo gioco con più vendite, di fatto rimpiazzando il precedente detentore del primato di vendite Lunar Lander. I primi videogiochi a colori divennero popolari nel 1979 e nel 1980 (ad esempio Pac-Man).
Altri classici degli ultimi anni settanta degni di nota sono: Breakout, Galaxian e Night Driver.

### Giochi sviluppati per i sistemi centrali universitari

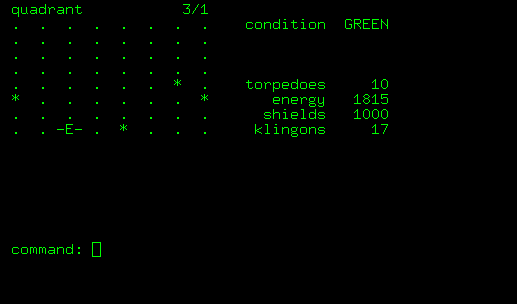
Star Trek (1971)

La creazione dei videogiochi progettati per i sistemi centrali universitari è fiorita nei primi anni settanta. Scrivere una storia per questo periodo è piuttosto complesso per una serie di ragioni.
- Fino agli ultimi anni settanta i programmatori non ricevevano soldi per il loro lavoro. La ricompensa per i progettisti di questo periodo era data dall'ammirazione degli amici e da qualche lettera occasionale proveniente da lontani fan di altre università.
- Poco è stato scritto al riguardo, se non per i giochi più famosi, per via del fatto che erano giocati su macchine ormai dismesse e salvati su nastri ormai persi.
- C'erano almeno due grandi scuole di pensiero per gli studenti-progettisti di quel periodo e le scuole tipicamente avevano accesso solo a uno o all'altro tipo di componenti fisiche e di giochi. Molti siti web dedicati alla storia dei giochi si concentrano solamente su un sistema o sull'altro per via del fatto che gli autori non hanno mai avuto accesso al "mondo parallelo" offerto dall'altra piattaforma. I due più grandi sistemi erano:
  - il sistema PLATO distribuito da Control Data Corporation con il supporto di William Norris, largamente diffuso sul sistema centrale CDC;
  - il sistema di software sharing DECUS distribuito da DEC per le scuole e altre istituzioni che utilizzavano computer DEC, come ad esempio il PDP-10.

Segnalazioni degne di nota per questo periodo, in un approssimato ordine cronologico, includono:
- 1971: Don Daglow scrisse il primo gioco gestionale di baseball: Computer Baseball per PDP-10 al Pomona College. I giocatori potevano gestire singoli eventi o intere stagioni. Daglow si unì in seguito alla squadra di sviluppo del gioco pubblicato da Electronic Arts nel 1987: Earl Weaver Baseball.
- 1971: Mike Mayfield realizzò Star Trek su un Sigma 7 minicomputer al MIT. Questo titolo, basato sulla storia di Star Trek, fu il più conosciuto e giocato di tutti gli anni settanta, ed è stato inoltre il primo gioco ad essere stato portato su altre piattaforme. Veniva giocato su una serie di piccole mappe di settori della galassia stampate su carta o sullo schermo. Una serie di altri giochi basati su Star Trek furono in seguito disponibili su PLATO e DECUS durante tutti gli anni settanta.
- 1972: Gregory Yob scrisse Hunt the Wumpus per il PDP-10.
- 1976: Will Crowther scrisse la prima versione di Adventure, conosciuta in seguito come Colossal Cave Adventure.

### Gli home computer
Alla fine degli anni '70 cominciano a diffondersi gli home computer, modelli di personal computer a prezzi contenuti e utilizzabili da utenze domestiche poco esperte, pertanto adatti anche a un uso del tutto o in parte a fini di intrattenimento.

## Gli anni ottanta

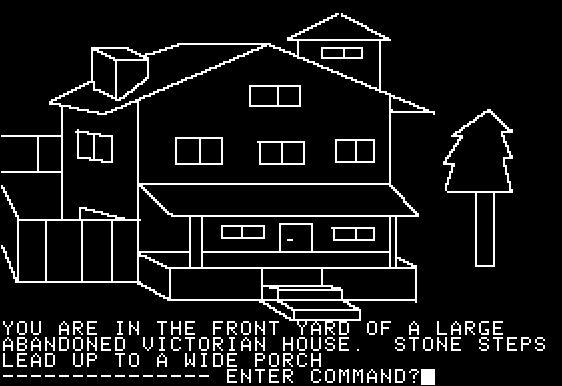
Mystery House, la prima avventura testuale con grafica

In questo periodo la cosiddetta età dell'oro raggiunse il culmine: con Defender nacquero gli sparatutto a scorrimento; Battlezone introdusse un mondo di gioco tridimensionale, benché in grafica vettoriale monocromatica. Pac-Man fu il primo videogioco a entrare nell'immaginario collettivo, nonché uno dei titoli più famosi di tutti i tempi; Pole Position, con la sua visuale rappresentava un grande passo in avanti nei simulatori di guida. Le avventure, nate con Colossal Cave Adventure, proseguono il loro corso con Zork e con le prime avventure grafiche. Comparve per la prima volta Mario, originariamente chiamato Jumpman.
Si affermano in questo decennio gli home computer dotati di joystick e molti modelli, come i Commodore, Sinclair o MSX, divengono storiche macchine da gioco al pari delle console. Tra i molti giochi apparsi originariamente su queste piattaforme si possono citare 3D Monster Maze, precursore dei moderni sparatutto in prima persona, e Mystery House, la prima avventura con grafica.

### 1982: il Commodore 64
Il Commodore 64 è un home computer della Commodore Business Machines Inc. commercializzato dal 1982 al 1994. Fu immesso sul mercato due anni dopo il Commodore VIC-20, con capacità di memoria, grafiche e sonore superiori rispetto a quest'ultimo, oltre una buona compatibilità hardware. La macchina venne venduta sino al fallimento della società, ed è stata la più venduta nella storia dell'informatica, con circa 22 milioni di unità prodotte. Vennero sviluppate molte migliaia di videogiochi per Commodore 64 sia in America sia in Europa, la più vasta libreria di giochi commerciali tra tutti gli home computer.

### 1983: la crisi dei videogiochi negli Stati Uniti
Nel 1983 un improvviso crollo di vendite porta l'industria videoludica statunitense al collasso. Nello stesso anno debutta in Giappone il Nintendo Entertainment System (NES), che si espanderà due anni dopo al resto del mondo (Stati Uniti ed Europa).

### I PC IBM e compatibili
Con il lancio del PC IBM nel 1981 e la successiva diffusione degli IBM compatibili ci fu, lungo tutto il decennio, una graduale ascesa che vide i PC arrivare a dominare l'80% del mercato. Sebbene fosse nella fascia di prezzo alta e adatto all'uso serio e professionale, in Nordamerica il PC ebbe fin dall'inizio anche utilizzo domestico e una certa produzione di videogiochi. In Europa passò più tempo prima che si arrivasse al mercato domestico, grazie ai PC compatibili a prezzi più abbordabili, come tra gli altri Amstrad PC1512, Olivetti PC1 e Commodore PC, ma a quel punto si poté partire già con una buona base di software ludico per MS-DOS di origine americana. Nel frattempo altri produttori anche europei iniziarono a produrre versioni per PC dei loro giochi, e alla fine del decennio molti consideravano ormai il mercato dei giochi per PC importante quanto quello dell'Amiga o dell'Atari ST (computer a 16 bit come il PC, ma più economici e orientati al gioco). Tuttavia la maggior forza del PC restava ancora nel software professionale, mentre per portarlo al livello di un Amiga o ST come macchina da gioco era necessario spendere molto denaro nella configurazione hardware. Questo valeva per il processore (serviva un 80286 per raggiungere la velocità di Amiga/ST, un 80386 per superarli), la scheda grafica (dalla basilare CGA alle più evolute e costose EGA o VGA), l'aggiunta di una scheda audio e altre periferiche opzionali. Il PC quindi a fine anni '80 era ancora visto come macchina adatta a un utilizzo misto professionale e videoludico, non conveniente per il solo uso videoludico.

### La terza generazione di console
La terza generazione fu caratterizzata da console programmabili, cioè dotate di cartucce in grado di contenere videogiochi. Il NES dominò negli Stati Uniti e in Giappone, il Sega Master System in Europa e Sudamerica.

## Gli anni novanta
Nella seconda metà del decennio, con la grande diffusione di Internet, comincia a prendere importanza il gioco online.

### La quarta generazione di console
Sebbene la prima console a 16-bit sia uscita alla fine degli anni ottanta (il PC Engine), è negli anni novanta che raggiunse il culmine con l'uscita del Sega Mega Drive e del Super Nintendo; cominciò anche la diffusione di massa delle console portatili, con il Game Boy e il Game Gear. Durante questo periodo iniziarono ad assumere popolarità giochi del calibro di Dragon Quest, The Legend of Zelda e molti altri ancora: tutti questi videogiochi sarebbero poi diventati colonne portanti per le nuove generazioni di videogiochi facendone in alcuni casi anche parte. Alcuni celebri titoli dell'era 16-bit furono Super Mario World, Super Metroid, The Legend of Zelda: A Link to the Past, Final Fantasy VI e Chrono Trigger.

### La quinta generazione di console
La quinta generazione di console era caratterizzata principalmente dalla PlayStation della debuttante Sony che – sebbene contrastata da console di potenza nominalmente superiore (Nintendo 64) – avrebbe dominato il mercato per un lustro.

## Gli anni 2000

### La sesta generazione di console
Nella sesta generazione anche Microsoft decise di entrare in competizione con Sony e Nintendo (SEGA fallì pochi anni dopo avere lanciato la sua ultima console, il Dreamcast, rimanendo solo come produttore di videogiochi), ma è la PlayStation 2 a fare la parte del leone, diventando nel corso degli anni la console più venduta di tutti i tempi.

### La settima generazione di console
Durante la seconda metà del duemila – dopo il non troppo venduto Gamecube – Nintendo ritornò sul mercato delle console con il Nintendo DS, dotato di un schermo sensibile al tatto. Dopo il successone della console Nintendo, ritornò con il Nintendo Wii, dotato di un peculiare sistema di controllo basato su sensori di movimento. Quest'ultimo, sebbene lanciato cronologicamente dopo le concorrenti Xbox 360 e PlayStation 3, detiene tuttora il primato per il maggior numero di vendite. Assieme al Nintendo poi anche Sony si è lanciato sul mercato delle console portatili con la PlayStation Portable (PSP).
Con "settima generazione avanzata" si intendono quelle periferiche di tecnologia avanzata, come il Wii MotionPlus, il PlayStation Move e il Kinect, che permettono un'interazione coi giochi diversa da quella normale. Tali periferiche rilevano i movimenti del giocatore (infatti vengono usati principalmente per giochi sportivi o mimici) e in generale si definisce "generazione avanzata" quando vi sono delle periferiche che escono solo in seguito al fine di creare una interazione diversa coi videogiochi, che si è manifestata con il movimento, ma in realtà potrebbe essere con molti altri tipi di tecnologie. Questa generazione è stata dominata dalle console Nintendo sia nelle console casalinghe sia nelle console portatili.

### L'ottava generazione di console
Durante l'E3 2010 Nintendo ha presentato per la prima volta il Nintendo 3DS, successore del Nintendo DS: con caratteristiche simili al suo predecessore (come il doppio schermo, di cui il secondo è tattile), ma la differenza sostanziale sta nel 3D (solo sullo schermo superiore), attivabile e disattivabile tramite una piccola levetta; inoltre la console ha al suo interno un giroscopio che sostituisce il secondo analogico assente nella console.
Il 27 gennaio del 2011 è stata presentata la PlayStation Vita che è uscita durante i primi mesi del 2012 (in Giappone a fine 2011) e che avrebbe sostituito la PSP. Essa ha un unico schermo, sensibile al tocco, due analogici e anche un tappetino tattile posteriore. Per quanto riguarda invece il mercato delle console casalinghe, nel 2011 Nintendo ha fatto il primo passo verso l'ottava generazione presentando all'E3 del 2011 il Wii U, il successore del Wii. Il Wii U è molto differente dal suo predecessore, in quanto ha una risoluzione in alta definizione fino a 1080p; ciò avrebbe permesso alle terze parti di sviluppare anche su questa console.
Il gamepad del Wii U ha uno schermo sensibile al tocco, anche se si tratta di uno schermo resistivo; grazie a questo gamepad è inoltre possibile giocare senza la tv, dato che la console manda le immagini di gioco in streaming sullo schermo del gamepad, che è anche provvisto di telecamera e giroscopio; esso ha inoltre due analogici, i classici pulsanti A, B, X, Y, quattro pulsanti dorsali, i pulsanti Start e Select e uno scomparto per lo stylus sul retro.
Il 20 febbraio 2013 Sony ha presentato la PlayStation 4, la nuova console da casa della fortunata serie PlayStation. È stato rivelato il nuovo DualShock. Il DualShock 4 presenta gli stessi tasti del gamepad precedente, con i tasti R2 ed L2 e gli analogici ridisegnati; inoltre integra un diffusore audio-vocale sopra al tasto PlayStation (spostato al livello degli analogici), un touchpad simile a quello presente su PlayStation Vita e una barra luminosa posta sul retro che sarebbe servita in alcuni giochi a identificare il personaggio controllato. Inoltre è stata presentata la nuova PlayStation Camera, ridisegnata e presentante due telecamerine nella parte anteriore e quattro microfoni, oltre a una grande integrazione con la rete sociale. L'aspetto finale della console è stato mostrato a giugno dello stesso anno. La sua uscita è avvenuta il 15 novembre in America del Nord e il 29 novembre in Europa e Centro-Sud America, mentre in Giappone è uscita il 22 febbraio 2014.
Il 21 maggio 2013 Microsoft ha presentato la Xbox One pochi giorni prima dell'evento di Los Angeles E3 dello stesso anno di cui, a differenza della PlayStation 4 è stato mostrato anche l'architettura della console, dotata di un nuovo Kinect e con la possibilità di controllarla con la voce: l'uscita è avvenuta il 22 novembre 2013 in America e in molti Paesi d'Europa. In Giappone è stata commercializzata a partire dal 4 settembre 2014.
Il Nintendo Switch è stato ufficialmente rivelato il 20 ottobre 2016 ed è arrivato sul mercato in America del Nord, Giappone ed Europa il 3 marzo 2017. Switch rappresenta il primo tentativo da parte di Nintendo di creare una console ibrida tra una casalinga e una portatile essendo dotato di un supporto basato su cartuccia elettronica, formato in precedenza abbandonato da Nintendo dopo il Nintendo 64 nel settore delle console fisse ma adottato in tutte le console portatili, alle quali le cartucce per Switch assomigliano. 
L'ottava generazione "avanzata" consiste negli accessori del Xbox 360 come Kinect e il gioco per la Wii Wii Sports Racket. Entrambi sono giocabili tramite una telecamera USB e il proprio corpo. Generalmente i giochi di questo tipo sono giochi di sport poiché si conoscono facilmente i movimenti da fare e si possono distinguere facilmente, giochi più complessi che non comprendono l'attività dell'uomo ma di terzi (palline, oggetti, personaggi inventati) non sono riconoscibili o almeno sono non poco difficili da attuare. 

### La nona generazione di console
Il 2020 è l'anno dell'arrivo delle console di nona generazione. Sony presenta ufficialmente PlayStation 5 il 12 novembre, mentre Microsoft presenta ufficialmente Xbox Series X/S il 10 novembre.
La nuova generazione punta sulla velocità, infatti l'hardware delle nuove console permette caricamenti più rapidi, quasi istantanei, dei giochi e supporta una tecnologia chiamata ray tracing.
Un altro dettaglio interessante di questa generazione è l'introduzione di una seconda variante della console totalmente digitale e, con la sola possibilità di scaricare i giochi dallo store, dato che quest'ultima è priva del lettore ottico (quindi più economica).